# Hannah Montana (videojuego)
Hannah Montana es un videojuego de basado en el programa de Disney Channel Hannah Montana. Ha sido desarrollado por DC Studios y publicado por Buena Vista Games en octubre de 2006. Existe también un juego llamado Hannah Montana: Spotlight World Tour estrenado en 2007 para Wii, junto con Hannah Montana: Music Jam para Nintendo DS y la Wii.

## Juego
El jugador controla a Miley Stewart y su mejor amiga Lilly Truscott, quienes han de buscar a la persona que podría revelar la identidad secreta de Miley, Hannah Montana. El jugador debe encontrar pistas y combinar los objetos para resolver tres misterios, con la ayuda de los gadgets: una lupa y una linterna. También hay un diálogo interactivo y un sistema para comunicarse con otras personas. Además, Lilly además puede montar en su patinete. Los jugadores pueden también personalizar la ropa de diseño y el acceso secreto al armario de Hannah Montana a través de la red inalámbrica de Nintendo DS. El jugador tiene que buscar pistas con Oliver Oken. También debe evitar a Amber, Ashley, y Jackson. Al final, cuando termina el juego puede ir a los lugares para ver más ropa del armario y explorar Malibú.

## Personajes en el juego
1. Hannah Montana
2. Miley Stewart
3. Lily Truscott
4. Oliver Oken
5. Amber Adison
6. Ashley
7. Jackson Stewart
8. Robby Stewart
9. Rico

## Recepción
Hannah Montana DS ha sido a menudo utilizado como un excelente ejemplo de la DS del éxito frente a la PSP. Según varias fuentes y confirmada por EGM de marzo de 2007 tema (página 74), Hannah Montana outsold cada juego de PSP en el mes de diciembre de 2006.[cita requerida]